# Desmometopa woldai
Desmometopa woldai är en tvåvingeart som beskrevs av Curtis Williams Sabrosky 1983. Desmometopa woldai ingår i släktet Desmometopa och familjen sprickflugor.
Artens utbredningsområde är Panama. Inga underarter finns listade i Catalogue of Life.